# Elin Lindqvist

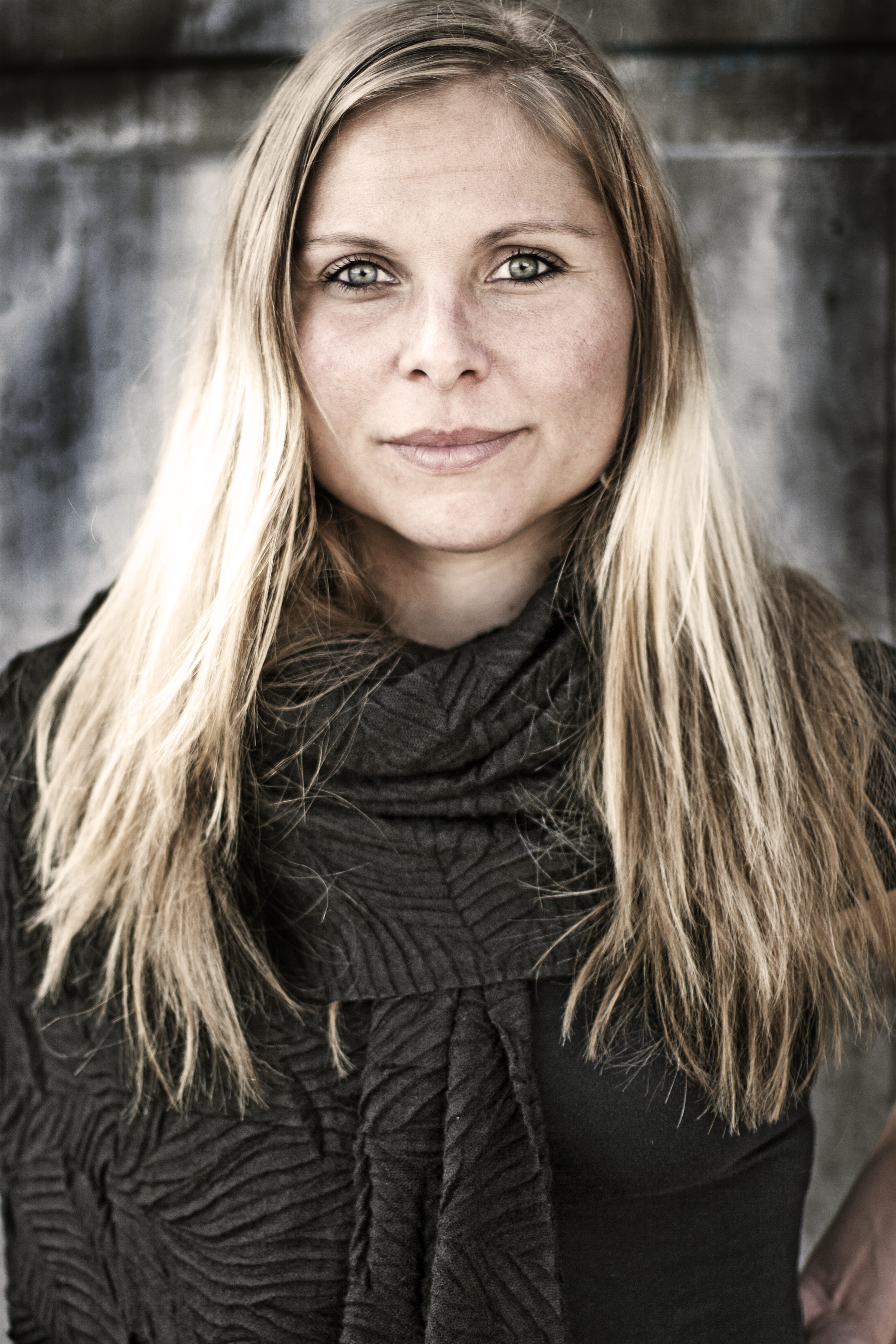
Elin Lindqvist, 2011

Elin Lindqvist (* 1982 in Tokio) ist eine schwedische Schriftstellerin.
Lindquist trat 2002 mit ihrem Debüt tokyo natt (dt. Tokio Nacht) erstmals in Erscheinung. Das Buch ist autobiographisch geprägt, da die Protagonistin, wie die Verfasserin in Tokio geboren, nach einiger Zeit in Europa, in Japan auf Selbstfindungs- und Sinnsuche geht.
Ihr zweiter Roman, Tre röda näckrosor (dt. Drei rote Seerosen), spielt in Vietnam und wiederum in Japan. Thema ist die Entwurzelung des Menschen in Zeiten der Globalisierung und die damit einhergehende innere Leere und Entfremdung gegenüber den Mitmenschen.
Im April 2009 veröffentlichte sie ihren dritten Roman, der thematisch in einem ganz anderen Suite spielt. Das neue Buch namens Facklan - en roman om Leon Larsson (dt. Die Fackel - ein Roman über Leon Larsson) bemüht sich um die Darstellung des Lebens einfacher Leute im Schweden des frühen 20. Jahrhunderts.
Elin Lindqvist lebt und arbeitet derzeit in New York.

## Bibliographie
- Lindqvist, Elin: tokyo natt. Pirat förlag. Stockholm. 2002
- Lindqvist, Elin: Tre röda näckrosor. Pirat förlag. Stockholm. 2005
- Lindqvist, Elin: Facklan - en roman om Leon Larsson. Pirat förlag. Stockholm. 2009

| Personendaten    | Personendaten                |
| ---------------- | ---------------------------- |
| NAME             | Lindqvist, Elin              |
| KURZBESCHREIBUNG | schwedische Schriftstellerin |
| GEBURTSDATUM     | 1982                         |
| GEBURTSORT       | Tokio                        |